# إيرني هاينز
إيرني هاينز (بالإنجليزية: Ernie Hines)‏ هو مغني أمريكي، ولد في 1938.

## وصلات خارجية
- إيرني هاينز على موقع ميوزك برينز (الإنجليزية)
- إيرني هاينز على موقع ديسكوغز (الإنجليزية)